# Розалинд Ръсел
Розалинд Ръсел (на английски: Rosalind Russell) е американска актриса. 

## Биография
Катрин Розалинд Ръсел е родена на 4 юни 1907 година в Уотърбъри, Кънектикът. Тя е едно от седемте деца на Джеймс Едуард, адвокат  и Клара А. Ръсел (родена Мак Найт),  учителка. Ръсел са ирландско-американско, католическо семейство.  Тя е кръстена на кораба, на който са пътували родителите ѝ.  Тя посещава католически училища, включително колежите „Роузмонт“ (Rosemont) в Роузмонт, Пенсилвания и колеж „Меримаунт“ (Marymount) в Таритаун, Ню Йорк. След това посещава Американската академия за драматични изкуства в Ню Йорк. Родителите ѝ мислели, че Розалинд учи за учител и не са наясно, че тя планира да стане актриса. След завършването на училището за сценични изкуства, Розалинд се присъединява към репертоарна компания в Бостън.

### Кариера
Розалинд Ръсел се изявява като актриса, комик, сценарист и певица,  известна е с ролята си на бързоговорещ репортер на вестник Хилди Джонсън в комедията на Хауърд Хоукс „Момиче за всичко“ (1940), както и с нейните образи на Мейм Денис в „Леля Мейм“ (1958) и Роуз в „Цигани“ (1962). Забележителен комик,  тя печели всичките пет Златни глобуса, за които е номинирана. Ръсел печели наградата „Тони“ за най-добра актриса в мюзикъл през 1953 г. за ролята си на Рут в шоуто „Чудесен град“ на Бродуей (мюзикъл, базиран на филма „Моята сестра Айлин“, в който тя също участва). Четири пъти е била номинирана за Оскар за най-добра актриса през кариерата си. Ръсел е известна и с това, че играе драматични персонажи, особено заможни и достойни дами, като е една от малкото актриси за времето си, които често играят професионални жени като съдии, репортери и психиатри.  Тя има дълга кариера от 1930-те до 1970-те години и отдава това на факта, че макар да играе елегантни и бляскави роли, тя никога не се превърна в секс символ. 
Розалинд Ръсел има звезда на Холивудската алея на славата на Вайн стрийт. 

### Смърт
Ръсел умира от рак на гърдата на 28 ноември 1976 г. Погребана е в гробището Свещен кръст (Holy Cross) в Кълвър Сити, Калифорния. 
Нейната автобиография „Животът е банкет“, написана с Крис Чейс е публикувана година след нейната смърт. В предговора (написан от съпруга ѝ) се посочва, че Ръсел е имала психически срив през 1943 г. Тя не участва във филми през 1944 г. Подробностите са оскъдни, но книгата показва, че здравословните проблеми и смъртта на нейните сестра и брат, са основни фактори.  Ръсел е имала ревматоиден артрит и Центърът за изследване на артрита на UCSF носи нейното име.
През 2009 г. документалният филм „Животът е банкет: Животът на Розалинд Ръсел“, разказан от Катлийн Търнър е показан на филмови фестивали в САЩ.

## Избрана филмография
| година | филм             | оригинално заглавие | роля          | режисьор        |
| ------ | ---------------- | ------------------- | ------------- | --------------- |
| 1939   | Жените           | The Women           | Силвия Фаулър | Джордж Кюкор    |
| 1940   | Момиче за всичко | His Girl Friday     | Хилди Джонсън | Хауърд Хоукс    |
| 1958   | Леля Мейм        | Auntie Mame         | Мейм Денис    | Мортън Да Коста |